# Finländska mästare i spjutkastning
Finländska mästare i spjutkastning

## Män
| - 1907: Oiva Jääskeläinen (Höger + vänster) - 1908: Einar Sahlstein (Höger + vänster) - 1909: Kalle Aaltonen (Höger + vänster) - 1910: Juho Saaristo (Höger + vänster) - 1911: Juho Saaristo (Höger + vänster) - 1912: Urho Peltonen (Höger + vänster) - 1913: Urho Peltonen (Höger + vänster) - 1914: Juho Halme (Bästa hand) / Paavo Johansson (Höger + vänster) - 1915: Toivo Elo / Toivo Elo - 1916: Urho Peltonen / Urho Peltonen - 1917: Jonni Myyrä / Yrjö Ekqvist - 1918: Jonni Myyrä / Paavo Johansson - 1919: Paavo Johansson / Juho Saaristo - 1920: Paavo Johansson / Urho Peltonen - 1921: Urho Peltonen / Urho Peltonen - 1922: Paavo Johansson / Paavo Johansson - 1923: Yrjö Ekqvist / Yrjö Ekqvist - 1924: Yrjö Ekqvist / Yrjö Ekqvist | - 1925: Paavo Johansson - 1926: Eino Penttilä - 1927: Eino Penttilä - 1928: Eino Penttilä - 1929: Matti Järvinen - 1930: Matti Järvinen - 1931: Matti Järvinen - 1932: Eero Ihanamäki - 1933: Matti Järvinen - 1934: Matti Järvinen - 1935: Matti Järvinen - 1936: Yrjö Nikkanen - 1937: Yrjö Nikkanen - 1938: Yrjö Nikkanen - 1939: Yrjö Nikkanen - 1940: Matti Järvinen - 1941: Inget mästerskap - 1942: Matti Järvinen - 1943: Yrjö Nikkanen - 1944: Tapio Rautavaara - 1945: Tapio Rautavaara - 1946: Yrjö Nikkanen - 1947: Tapio Rautavaara - 1948: Tapio Rautavaara - 1949: Tapio Rautavaara - 1950: Toivo Hyytiäinen - 1951: Toivo Hyytiäinen - 1952: Soini Nikkinen | - 1953: Toivo Hyytiäinen - 1954: Toivo Hyytiäinen - 1955: Jouko Rantanen - 1956: Olavi Kauhanen - 1957: Erkki Ahvenniemi - 1958: Väinö Kuisma - 1959: Olavi Kauhanen - 1960: Väinö Kuisma - 1961: Pauli Nevala - 1962: Pauli Nevala - 1963: Pauli Nevala - 1964: Jorma Kinnunen - 1965: Jorma Kinnunen - 1966: Jorma Kinnunen - 1967: Pauli Nevala - 1968: Jorma Kinnunen - 1969: Jorma Kinnunen - 1970: Hannu Siitonen - 1971: Hannu Siitonen - 1972: Hannu Siitonen - 1973: Hannu Siitonen - 1974: Hannu Siitonen - 1975: Aimo Aho - 1976: Seppo Hovinen - 1977: Seppo Hovinen - 1978: Antero Puranen - 1979: Esa Utriainen - 1980: Pentti Sinersaari | - 1981: Antero Toivonen - 1982: Arto Härkönen - 1983: Pentti Sinersaari - 1984: Tero Saviniemi - 1985: Seppo Räty - 1986: Seppo Räty - 1987: Tapio Korjus - 1988: Tapio Korjus - 1989: Seppo Räty - 1990: Seppo Räty - 1991: Seppo Räty - 1992: Juha Laukkanen - 1993: Seppo Räty - 1994: Juha Laukkanen - 1995: Seppo Räty - 1996: Seppo Räty - 1997: Sami Saksio - 1998: Aki Parviainen - 1999: Aki Parviainen - 2000: Aki Parviainen - 2001: Aki Parviainen - 2002: Aki Parviainen - 2003: Aki Parviainen - 2004: Tero Pitkämäki - 2005: Tero Pitkämäki - 2006: Tero Pitkämäki - 2007: Tero Pitkämäki - 2008: Tero Järvenpää | - 2009: Teemu Wirkkala - 2010: Tero Pitkämäki - 2011: Ari Mannio - 2012: Antti Ruuskanen - 2013: Tero Pitkämäki - 2014: Antti Ruuskanen - 2015: Antti Ruuskanen - 2016: Tero Pitkämäki - 2017: Tero Pitkämäki - 2018: Oliver Helander - 2019: Lassi Etelätalo - 2020: Lassi Etelätalo - 2021: Oliver Helander - 2022: Lassi Etelätalo - 2023: Oliver Helander - 2024: Lassi Etelätalo |

## Kvinnor
| - 1945: Aino Aalto - 1946: Regina Marjanen - 1947: Aino Aalto - 1948: Kaisa Parviainen - 1949: Mirja Rekola - 1950: Kaisa Parviainen - 1951: Kaisa Parviainen - 1952: Mirja Rekola - 1953: Terttu Sarkkinen - 1954: Elsa Torikka - 1955: Elsa Torikka - 1956: Kaarina Koivuniemi - 1957: Elsa Backus - 1958: Elsa Backus - 1959: Margit Papunen - 1960: Sirpa Toivola - 1961: Raija Talvensaari - 1962: Sirpa Toivola - 1963: Raija Talvensaari - 1964: Kaisa Launela | - 1965: Raija Mustonen - 1966: Raija Mustonen - 1967: Raija Mustonen - 1968: Kaisa Launela - 1969: Arja Mustakallio - 1970: Kirsti Launela - 1971: Kirsti Launela - 1972: Kirsti Launela - 1973: Pirjo Kumpulainen - 1974: Pirjo Kumpulainen - 1975: Arja Mustakallio - 1976: Arja Mustakallio - 1977: Ritva Metso - 1978: Sisko Kopiloff - 1979: Helena Laine - 1980: Tiina Lillak - 1981: Tiina Lillak - 1982: Tuula Laaksalo - 1983: Tiina Lillak - 1984: Tuula Laaksalo | - 1985: Tiina Lillak - 1986: Tiina Lillak - 1987: Tiina Lillak - 1988: Tuula Laaksalo - 1989: Päivi Alafrantti - 1990: Tiina Lillak - 1991: Heli Rantanen - 1992: Heli Rantanen - 1993: Päivi Alafrantti - 1994: Mikaela Ingberg - 1995: Heli Rantanen - 1996: Heli Rantanen - 1997: Heli Rantanen - 1998: Heli Rantanen - 1999: Mikaela Ingberg - 2000: Mikaela Ingberg - 2001: Paula Huhtaniemi - 2002: Mikaela Ingberg - 2003: Paula Huhtaniemi - 2004: Mikaela Ingberg | - 2005: Mikaela Ingberg - 2006: Paula Tarvainen - 2007: Paula Tarvainen - 2008: Kirsi Ahonen - 2009: Mikaela Ingberg - 2010: Sanni Utriainen - 2011: Oona Sormunen - 2012: Oona Sormunen - 2013: Oona Sormunen - 2014: Oona Sormunen - 2015: Oona Sormunen - 2016: Heidi Nokelainen - 2017: Jenni Kangas - 2018: Jenni Kangas - 2019: Heidi Nokelainen - 2020: Sanne Erkkola - 2021: Sanne Erkkola - 2022: Sanne Erkkola - 2023: Anni-Linnea Alanen - 2024: Anni-Linnea Alanen |